# Sunburst (Lackierung)

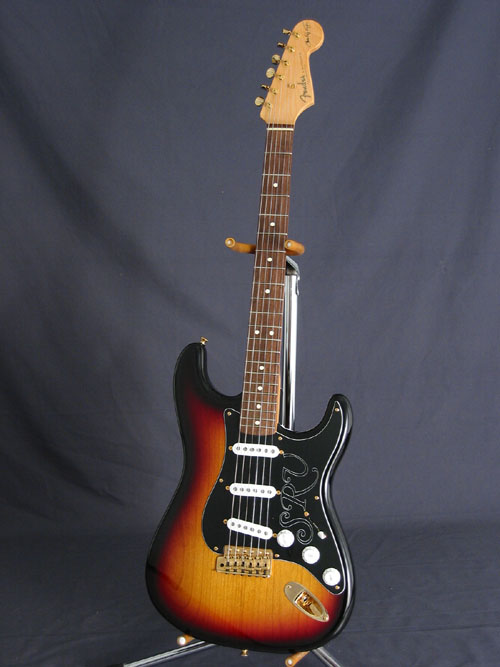
Beispiel einer E-Gitarre mit Three-Tone-Sunburst-Lackierung

Mit Sunburst (auf Deutsch sinngemäß: „Sonnenausbruch“) bezeichnet man eine spezielle Art der Lackierung, die besonders bei Zupfinstrumenten wie Gitarren und Mandolinen, aber auch bei Trommeln zum Einsatz kommt. Diese Lackierung besteht aus einem Farbverlauf von meist durchscheinenden, hellen Lacken in der Mitte des Instrumentenkorpus zu einem dunklen, deckenden Lackauftrag am Korpusrand. Man unterscheidet zwischen den aus zwei Farbtönen bestehenden Farbverläufen (two-tone sunburst) und Verläufen mit einer zusätzlichen Zwischenfarbe (three-tone sunburst).